# Brachyta breiti
Brachyta breiti là một loài bọ cánh cứng trong họ Cerambycidae.